# مغامرات ماركو بولو
مغامرات ماركو بولو (بالإنجليزية: The Adventures of Marco Polo)‏ هو فيلم مغامرة تم إنتاجه في الولايات المتحدة وصدر في سنة 1938. الفيلم من إخراج آرتشي مايو وجون فورد.

## بطولة
- غاري كوبر
- راسل راثبون

## وصلات خارجية
- مغامرات ماركو بولو على موقع IMDb (الإنجليزية)
- مغامرات ماركو بولو على موقع الموسوعة البريطانية (الإنجليزية)
- مغامرات ماركو بولو على موقع روتن توميتوز (الإنجليزية)
- مغامرات ماركو بولو على موقع نتفليكس (الإنجليزية)
- مغامرات ماركو بولو على موقع قاعدة بيانات الأفلام العربية
- مغامرات ماركو بولو على موقع ألو سيني (الفرنسية)
- مغامرات ماركو بولو على موقع Turner Classic Movies (الإنجليزية)
- مغامرات ماركو بولو على موقع أول موفي (الإنجليزية)
- مغامرات ماركو بولو على موقع بوكس أوفيس موجو (الإنجليزية)
- مغامرات ماركو بولو على موقع فيلمافينيتي (الإسبانية)

1. ↑  "معلومات عن مغامرات ماركو بولو على موقع dfi.dk". dfi.dk. مؤرشف من الأصل في 2019-12-13.
2. ↑  "معلومات عن مغامرات ماركو بولو على موقع movie.daum.net". movie.daum.net. مؤرشف من الأصل في 2019-12-13.
3. ↑  "معلومات عن مغامرات ماركو بولو على موقع allocine.fr". allocine.fr. مؤرشف من الأصل في 2019-08-30.